# Fritz Koubek
Fritz Koubek, auch Friedrich Koubek, (* 19. Juni 1902 in Wien; † 2. Mai 1988 ebenda) war ein österreichischer Politiker (SPÖ) und Landesbeamter. Er war von 1956 bis 1967 Mitglied des Bundesrates und von 1948 bis 1968 Vorsitzender der Gewerkschaft der öffentlich Bediensteten.

## Leben
Fritz Koubek besuchte nach der Volksschule und der Bürgerschule ein Landeslehrerseminar, 1921 legte er die Matura ab. Nach einer Ergänzungsreifeprüfung im Jahr 1928 studierte er Rechtswissenschaften an der Universität Wien, wo er zum Dr. promovierte. Von 1921 bis 1923 war er als Volksschullehrer und von 1923 bis 1938 in den Fürsorgeämtern Gloggnitz, Marchegg, Tulln, Wiener Neustadt und Lilienfeld tätig. 1938 wurde er vom Dienst enthoben und 1940 pensioniert. Nach einer Tätigkeit als kaufmännischer Angestellter der Wiener Neustädter Flugzeugwerke war er ab 1945 Beamter des höheren Verwaltungsdienstes bei der Niederösterreichischen Landesregierung.
1948 wurde er als Nachfolger von Franz Rubant (SPÖ) Vorsitzender der Gewerkschaft der öffentlich Bediensteten. Dieses Amt übte er 20 Jahre lang aus, 1968 folgte ihm Alfred Gasperschitz (ÖVP) in dieser Funktion nach. 1956 wurde er zum Hofrat ernannt. Von 13. Juli 1956 (VIII. Gesetzgebungsperiode) bis zum 31. Mai 1967 (XI. Gesetzgebungsperiode) vertrat er die SPÖ im Bundesrat.
Koubek starb am 2. Mai 1988 im Alter von 86 Jahren und wurde am Kalksburger Friedhof bestattet.